# Verbascum porcii
Verbascum porcii är en flenörtsväxtart som beskrevs av Iuliu Prodan. Verbascum porcii ingår i släktet kungsljus, och familjen flenörtsväxter. Inga underarter finns listade i Catalogue of Life.